# Greg Herbold
Greg Herbold, soprannominato H-Ball (Denver, 11 dicembre 1962), è un mountain biker statunitense, specializzato nel downhill e nel dual slalom. È stato il primo campione del mondo di downhill, a Durango, Stati Uniti, nel 1990. Ha vinto il circuito NORBA nel 1988, 1989 e 1993. Fa parte della Mountain bike hall of fame dal 1996.

## Palmarès
- 1994

Campionati del mondo, Downhill (Durango)

## Piazzamenti

### Competizioni mondiali
- Campionati del mondo

Durango 1994 - Downhill: vincitore
Mont-Sainte-Anne 1994 - Downhill: 8º